# El Iris (México)

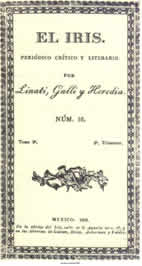
El Iris en enero de 1826

El Iris fue la primera revista literaria del México independiente, editada por Claudio Linati, Florencio Galli y el poeta cubano José María Heredia. Por motivo del fracaso de los intentos revolucionarios en Italia en 1821, Linati se exilió en la península ibérica. “Tras la caída del régimen liberal en España, se dirigió a Francia y luego a Bélgica, donde obtuvo el permiso para trasladarse a México con el propósito de introducir la técnica de la litografía”. “El Iris se vendió en las cuatro más importantes librerías que existían en la capital: la de Valdés, la de Recio, la de Ackerman y la de Galván y en su propia oficina” el sábado 4 de febrero de 1826 aunque sólo tuvo 40 números. Además de ser la primera revista femenina, publicó la primera caricatura política de la que se tiene memoria en México.

## Antecedentes

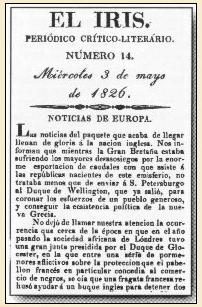
El Iris del 3 de mayo de 1826

Con todos los cambios que surgieron en el mundo desde las ideas de la Ilustración que difundió la Revolución Francesa y los cambios en el mundo que ocurrieron al final del siglo XVIII y principios del siglo XIX la libertad de prensa surgió en diferentes países del mundo y en México fue un tema de discusión entre conservadores y liberales. Los únicos que podían expresarse, por los altos costos, eran un grupo reducido de intelectuales y los dueños de las imprentas.
Así se ve qué ocurre en las primeras décadas del siglo XIX en México con el nacimiento de El Diario de México (1805-1817), el primer periódico literario de México.
Al principio del siglo XIX se publicaron cerca de 100 revistas “No se escribían estas revistas, como las actuales, exclusivamente para lectores más o menos cultos o especializados; antes bien, los escritores de los primeros dos tercios del siglo XIX entendían la literatura como un medio de comunicar emociones placenteras a los lectores medios, procurando, al mismo tiempo, fortalecer sus creencias religiosas y ampliar 'sin lágrimas' sus conocimientos culturales. Al lado de los artículos de 'variedades', en ocasiones reproducidos o traducidos de publicaciones extranjeras, las modas ocuparon siempre un lugar importante”

## Publicación y distribución
El Iris surgió en la oficina del Iris, calle de San Agustín número 13, con la asociación de los italianos, Linati y Galli, y el cubano, Heredia. Se imprimió en la Imprenta El Águila y se distribuía en las librerías de Récio, Ackerman, Valdés y Galaván, las 4 más importantes de la capital. El Iris consistió de 40 números, los primeros 14 como publicación semanal (cada sábado) del 4 de febrero al 29 de abril de 1826 y a partir del 15 como bisemanal (miércoles y sábado) del 3 de mayo hasta el 2 de agosto del mismo año, cuando desapareció.
“Cada ejemplar costaba 1 real y medio, sin láminas; el precio de la suscripción por tres meses o un tomo era de 4 pesos. Los agentes correspondientes recibían suscripciones al Iris en Veracruz, Jalapa, Orizaba, Córdoba, Puebla, Valladolid, Querétaro, Guanajuato, Zacatecas, El Refugio (Sonora), Campeche, Tehuacán, Tampico, Durango y Chihuahua.”
Lo que hizo particularmente característica a esta revista, además de ser la primera publicación ilustrada de carácter nacional, fue el público hacia el que se dirigía: las mujeres. Junto con revistas y periódicos como el Calendario de las señoritas mexicanas (1838-1841 y 1843), Semanario de las señoritas mexicanas (1840-1842) y Panorama de las señoritas (1842), entre otras, formó parte de un conjunto de publicaciones que intentó acercarse al “bello sexo” (como se referían los autores al sexo femenino en distintos números de la revista) a través de la “poesía, novelas y cuentos cortos, artículos sobre moral y religión, sobre economía doméstica, política, moda, secretos de belleza y vida social”.
El propósito explícito de estas (y otras) entregas periódicas era el de entretener a la dama mexicana. Sin embargo, “por medio de la letra impresa se aprovechaba el espacio para educarlas y moralizarlas”, así como “para que los autores pudieran exponer su ideario político-filosófico y sus recomendaciones y apreciaciones al gobierno mexicano respecto de distintos problemas nacionales”.

## Contenido

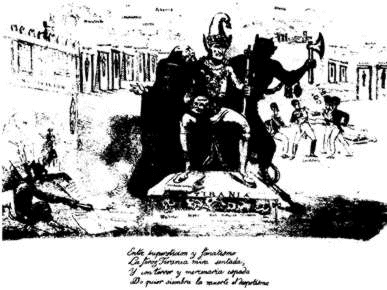
El primer cartón político publicado en México fue "La tiranía" El Iris (1826)

En la introducción, escrita por Heredia, se plantea el objetivo del periódico:
“El único objetivo de este periódico es ofrecer a las personas de buen gusto en general y en particular al bello sexo, una distracción agradable para aquellos momentos en que el espíritu se siente desfallecido bajo el peso de atenciones graves, ó abrumado con el tedio que es consiguiente á una aplicación intensa, ó á la falta absoluta de ocupación.”
Cuando la revista integró la sátira caricaturesca como herramienta constante en sus entregas, comenzó a ser calificada “no como un inofensivo periódico literario, sino como una encendida publicación subversiva, crítica y radical, membrete que sus autores no trataron de desmentir”. El Iris integró “ la primera caricatura política titulada ‘Tiranía’ y es a partir de esta fecha cuando empiezan a surgir publicaciones cuya herramienta principal es la sátira caricaturesca”.

## Desaparición

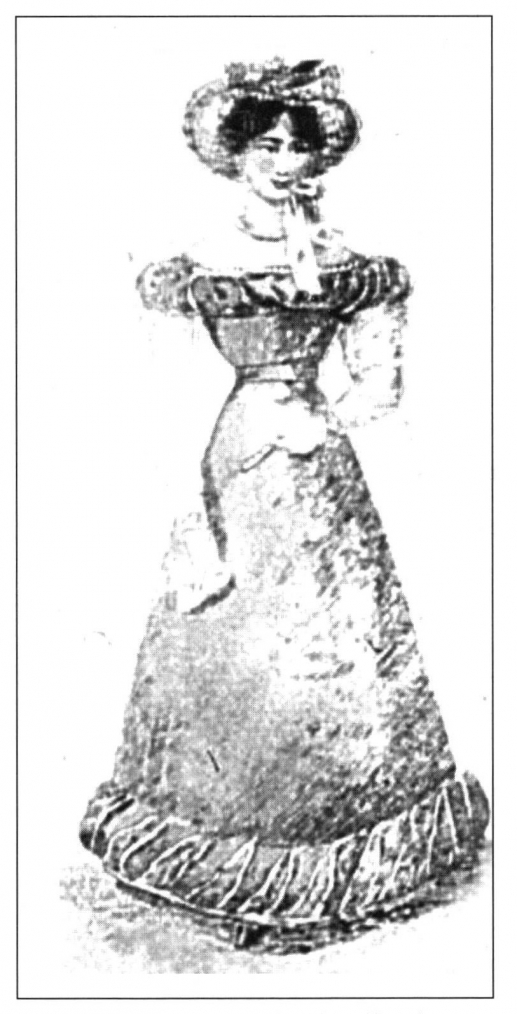
La moda sencilla de los republicanos franceses era de vanguardia en 1826, pero El Iris no pudo ser una revista de modas con contenido político

Entre los fundadores siempre estuvo la discusión sobre cuánto peso se le debería de dar a cada tema. Los italianos Galli y Linati querían que la publicaciones fueran más centradas en la política, mientras que Heredia optaba por conservar lo que el consideraba los orígenes, un periódico para mujeres. El hecho de querer centrar la publicación en la política significaba dejar de lado a las mujeres como público principal para colocar a los hombres.
Gran parte del público reclamó que El Iris se alejaba de sus intenciones iniciales al ocuparse de la política mexicana. “Hemos tenido quejas anónimas sobre que nos apartamos del espíritu de nuestro prospecto, tratando con preferencia argumentos de política a los de galantería más propios del bello sexo, a quien hemos dedicado nuestras tareas”. Otro argumento de Florencio Galli fue que “el cambio en el contenido de la publicación se debía a que contaban con muy pocas suscriptoras”.
El constante debate entre el cubano y los italianos empujó a Heredia a abandonar el periódico. En ausencia del cubano dos nuevos colaboradores intervinieron en el periódico: El político italiano Horacio Atellis de Santangelo y el teniente coronel de ingenieros Francisco Vecelli. La entrada de estas dos figuras no bastó y la publicación llegó a su fin el 2 de agosto de 1826.